# سیارک ۱۵۵۸۳
سیارک ۱۵۵۸۳ (به انگلیسی: 15583 Hanick، نامگذاری:2000GM74) پانزده هزار و پانصد و هشتاد و سومین سیارک کشف شده است که در ۵ آوریل ۲۰۰۰ کشف شد.
قدر مطلق سیارک برابر ۱۶٫۲ است.